# Z Scorpii
Z Scorpii är en pulserande variabel av Mira Ceti-typ i stjärnbilden Skorpionen.
Stjärnan varierar mellan visuell magnitud +8,7 och 13,4 med en period av 343,03 dygn.